# Penidiella venezuelensis
Penidiella venezuelensis är en svampart som beskrevs av Crous & U. Braun 2007. Penidiella venezuelensis ingår i släktet Penidiella och familjen Teratosphaeriaceae.   Inga underarter finns listade i Catalogue of Life.